# Neuer jüdischer Friedhof (Dielkirchen)
Der Neue jüdische Friedhof Dielkirchen ist ein Friedhof in der Ortsgemeinde Dielkirchen im Donnersbergkreis in Rheinland-Pfalz.
Der jüdische Friedhof liegt 200 m außerhalb des Ortes östlich beziehungsweise etwas oberhalb der Straße in Richtung Rockenhausen.
Auf dem 250 m² großen Friedhof, der 1921 eröffnet und bis zum Jahr 1930 belegt wurde, befinden sich zwei Grabstätten mit drei Grabsteinen. Der Friedhof wurde im Jahr 2000 geschändet.